# Germán Leguía
Germán Carlos Leguía Drago, né le 2 janvier 1954 à Lima au Pérou, est un joueur de football international péruvien, qui évoluait au poste de milieu de terrain.

## Biographie

### Carrière en club
Il joue 27 matchs en première division espagnole et 29 matchs en deuxième division espagnole avec le club d'Elche.

### Carrière en sélection
International péruvien, Leguía joue 31 matchs (pour 3 buts inscrits) entre 1978 et 1983. 
Il figure dans le groupe des sélectionnés lors des Coupes du monde de 1978 et de 1982. Lors du mondial 1978 organisé en Argentine, il joue un match face à l'Iran. Lors du mondial 1982 organisé en Espagne, il joue les trois matchs de la phase de groupes contre la Cameroun, l'Italie, et la Pologne.
Il participe également aux Copa América de 1979 et de 1983.

## Palmarès
Universitario de Deportes
- Championnat du Pérou (2) :
  - Champion : 1982 et 1990.